# El Lucero, Zacatecas
El Lucero är en ort i Mexiko.   Den ligger i kommunen Noria de Ángeles och delstaten Zacatecas, i den centrala delen av landet, 400 km nordväst om huvudstaden Mexico City. El Lucero ligger 2 127 meter över havet och antalet invånare är 147.
Terrängen runt El Lucero är en högslätt. Runt El Lucero är det ganska glesbefolkat, med 21 invånare per kvadratkilometer. Närmaste större samhälle är Rancho Nuevo de Morelos, 1,9 km sydost om El Lucero. Trakten runt El Lucero består till största delen av jordbruksmark.